# Blyvägstekel
Blyvägstekel (Pompilus cinereus) är en stekelart som först beskrevs av Fabricius 1775.  Blyvägstekel ingår i släktet sabelvägsteklar, och familjen vägsteklar. Arten är reproducerande i Sverige.

## Bildgalleri

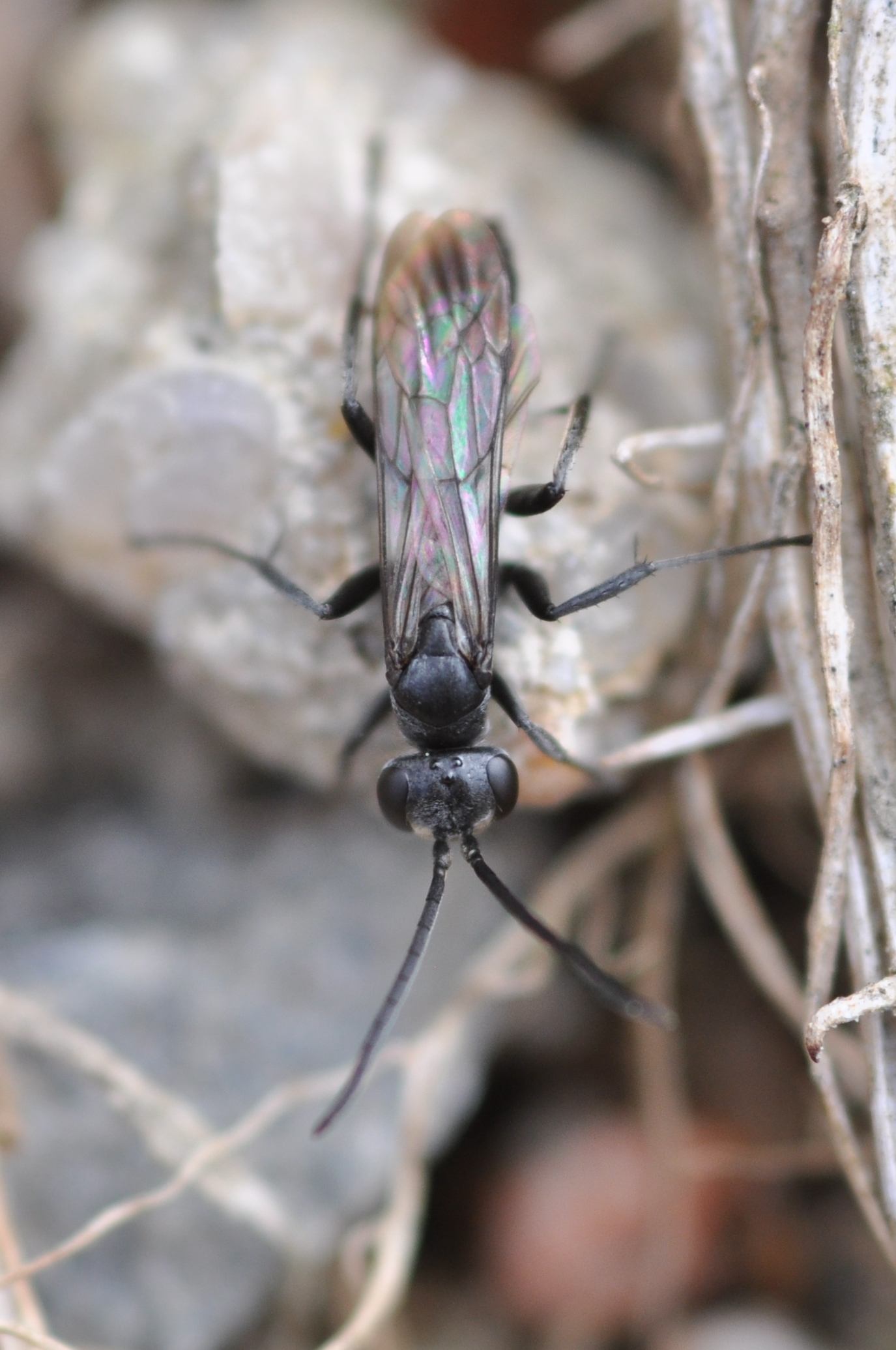